# ژان-کلود دارویی
ژان-کلود دارویی (فرانسوی: Jean-Claude Darouy‎؛ ۳۰ اوت ۱۹۴۴ – ۸ اوت ۲۰۰۶) اهل فرانسه بود.
وی در مسابقات کشوری و بین‌المللی در مجموع برندهٔ ۱ مدال نقره شده‌است.